# Штетли Луцька

Єврейські райони на карті центрального міста

Штетли Луцька — райони в місті Луцьку, де проживали євреї і яким був притаманний особливий устрій життя, що проявився в плануванні цих районів, побуті, діяльності громадських інституцій та інших аспектах життя.
Перший єврейський район в місті почав формуватися із появою євреїв в місті у XIV столітті. Він розташовувався на острівній частині Луцька у південно-західній стороні. Саме тут розміщувалися перші синагоги, а згодом і Головна синагога міста. Із розвитком Луцька та його територіальним розширенням з'являлися нові штетли. Внаслідок особливостей розвитку міста в один і той самий час єврейські райони виглядали по-різному, в них проживали різні шари єврейського суспільства.
В останні десятиліття перед Другою світовою війною в Луцьку існувало три великі єврейські райони (Жидівщина, Мокрий Луг, Вулька), які були знищенні під час війни. Станом на 2012 рік штетли забудовані новими будинками і практично втратили свої особливі ознаки. В місті ще зберігається кілька будинків, які в минулому використовувалися євреями для житла, освітніх, релігійних та інших потреб.

## Історичні фактори розвитку штетлів
Перші євреї з'явилися в Луцьку, імовірно, тільки в XIV столітті, проте за деякими даними, на Волині вони проживали ще з ХІІ століття. Перше поселення євреїв було на острівній частині міста на південному заході. Тут же були й перші синагоги. Хоча єврейські будинки були і в різних місцях Луцька і навколо нього, але головне поселення не виходило за межі так званої Жидівщини — першого єврейського кварталу на території міста.
В Луцьку євреї займалися різними справами — варили пиво, працювали у цехах та були їхніми власниками, торгували. Але найпопулярніше заняття було пов'язане з фінансовою діяльністю. Так, згідно з Германом Розенталем, багато луцьких євреїв були збирачами податків уже безпосередньо після повернення до Великого князівства Литовського після вигнання. Особливо заможними були Шамах Данилевич, Ребінко Левеєвич, Михайло Єзофович та інші. Останній був головним збирачем податків у місті в 1509 році. Загалом євреї часто мали особливі привілеї. У 1551 році були звільнені від податку серебщина, а пізніше король Сигізмунд II Август звільнив від податків на всі товари, крім воску й солі.
Подібна ситуація зберігалася до XIX століття, коли Волинь була анексована Російською імперією. Нове законодавче поле суттєво вплинуло на професії євреїв, що у свою чергу стало один із визначальних факторів розвитку чи занепаду різних єврейських районів. У 1804 році євреям було заборонено тримати шинки, здавати в оренду приміщення в селах, торгувати нерухомим майном, займатися банківською діяльністю. Це все стримувало розвиток єврейського населення і призводило до нагромадження проблем єврейського кварталу. Після скасування багатьох заборон в другій половині XIX століття ситуація стала природнішою і в Луцьку з'явилися нові штетли.
Кількість єврейських жителів міста постійно зростала. Перші відомості про кількість будинків, а звідси і кількість осіб, походять з 1552 року — близько 200 осіб. Через 100 років перед 1648 роком — 525 осіб, а в 1787 — 1331 осіб. Крім того, постійно зростав відсотковий вклад у загальне населення міста.
Зростання населення теж є одним із факторів розвитку єврейських районів. Оскільки збільшення населення не призводило до збільшення району, то це спонукало переселятися на нові місцевості.
Хоча в Луцьку ще в XV–XVIII століттях були настільки заможні євреї, які навіть позичали гроші королям, але майнове розшарування тільки наприкінці XIX століття вплинуло на містобудівну ситуацію і розвиток штетлів. У Російській імперії єврейські громадянські права суттєво обмежувалися, місто загалом переживало економічний занепад. У 1862 році була збудована дорога Київ-Варшава, яка проходила через Луцьк, крім того, відбулися реформи, які поліпшили економічну ситуацію імперії. Вже у 1892 році серед близько 900 домовласників Луцька 677 були євреями. Найбагатші лучани того часу — євреї. Проте таких було тільки кілька десятків. Інші євреї були дуже бідними.
Майновий розподіл єврейського населення теж зумовив розвиток нових районів. Так, бідні євреї просто не могли дозволити собі великі будинки, або оренду в престижних районах. Натомість розбагатілі жителі намагалися покинути вулиці з бідним заселенням, тому врешті-решт це призвело до виокремлення багатих і бідних штетлів у Луцьку. А найбагатші зводили величезні громадські будинки на загальних міських вулицях, що врешті-решт призвело до нівелювання національного фактору в містобудуванні Луцька до Другої світової війни.
Отже, в Луцьку було 3 найбільші єврейські райони — Жидівщина, Вулька, Мокрий Луг.

## Жидівщина

### Історія

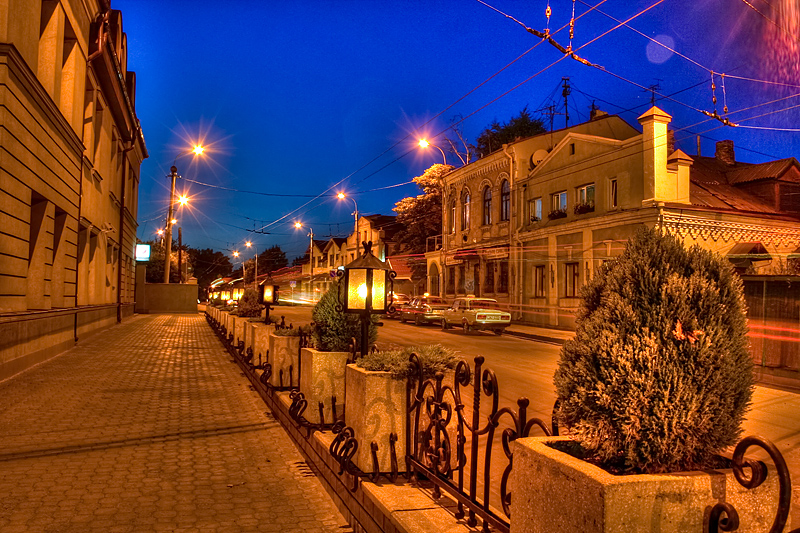
Північний край Жидівщини

Розподіл давнього Луцька на квартали був типовим для міст Великого князівства Литовського та Речі Посполитої. На південно-західній частині острівного міста знаходився єврейський квартал. Поруч на схід розміщувався латинський квартал, де знаходився комплекс споруд домініканського пріорату. На північ — караїмський та вірменський квартали. Із заходу та півдня єврейський район омивався річкою Стир.
Єврейський національний район входив у територію, обрамлену так званою другою лінією укріплень луцького середмістя. Автори припускають, що ця лінія зводилася вже у часи Вітовта. Оборонний паркан був дерев'яним, проте згідно з описом венеціанського посла Амвросія Контаріні у 1473 році, доволі міцним.
У XVI столітті саме тут документально підтверджено наявність перших дерев'яних синагог. У 1506 році великий князь литовський Сигізмунд в листі до луцького старости Федора Янушевича згадує про синагогу. На кінець цього століття кількість синагог збільшилася до 2-3. Одна із них могла бути мурованою. У 1626–1629 роках в цьому штетлі збудували нову муровану синагогу з оборонною вежею. Король Сигізмунд ІІІ Ваза був змушений двічі давати привілей на побудову, оскільки домініканці із сусіднього міського кварталу перешкоджали будівництву, побоюючись, щоб синагога не стала вищою за їхній костел. Одразу після побудови при синагозі була заснована єшива.
Кількість населення Жидівщини постійно зростала. Якщо у 1648 році тут проживало 525 осіб, то наприкінці наступного століття — понад 1300 осіб. Це призвело до зміни планування штетла. По-перше, освоювалися нові території на південь і захід від Головної синагоги так, як тільки можна було, адже неподалік уже текла річка Стир. По-друге, забудова ущільнювалася. Будинки подовжувалися углиб забудови, а на дорогу виходили торцями. Центральною вулицею штетла, яка вела від Великої синагоги до майдану Ринок, була вулиця Широка. Уздовж неї вже у XVII столітті розташовувалися близько 60 будинків, хоча її довжина близько 300 м. У 1789 році в цьому районі було 125 житлових об'єктів, з яких лише 2 були цегляними. Тут жили тільки бідні євреї. Багаті купували собі ділянки на інших вулицях міста.

Враховуючи релігійні, освітні, побутові та інші потреби єврейського населення Луцька, в Жидівщині повинні були знаходитися всі заклади, які б ці потреби задовільнили, проте тільки з XIX століття наявність таких закладів документально підтверджена. Так, в цьому штетлі була лазня, шпиталь, притулок, Велика синагога, єшива, 5 молитовних шкіл.
Після пожеж щільність забудови трохи зменшувалася, але дуже швидко відновлювалася. Загалом ситуація в цьому штетлі не змінювалася і впродовж XIX-ХХ століть: ті самі дерев'яні хатки, щільно притулені одна до одної, де проживала виключно єврейська біднота. У 1887 році в постановах міської думи написано:
| | \| ...щодо приміщень, які займають різні ремісники на Жидівщині, комісія вважає за потрібне визнати вказівку Янкеля Юкельзона про те, що ця забудова не заслуговує уваги, оскільки ці ремісники дуже бідні, а приміщення використовуються як непривабливе житло. \| |
| ...щодо приміщень, які займають різні ремісники на Жидівщині, комісія вважає за потрібне визнати вказівку Янкеля Юкельзона про те, що ця забудова не заслуговує уваги, оскільки ці ремісники дуже бідні, а приміщення використовуються як непривабливе житло. | |

Занедбаність навіть перейшла до Великої синагоги. Так, на початку XX століття вибори правління Головної синагоги зривалися кілька разів через відсутність виборців, а 8 червня 1910 року парафіяни синагоги скаржилися до міської думи на безлад господарства у синагозі.
На початку XX століття колишня вулиця Широка змінила назву на Берка Йоселевича, а потім і Шолом-Алейхема. Як і раніше, вона вела від Ринку до Великої синагоги, перед якою знаходився майдан Переца. Навколо головної синагоги розташовувалися інші синагоги, які іноді в документах називаються молитовними школами: Галицька, Кравецька, Асіра, Несухоїзька, Бойкер, Бейс-Медре, а також міква і шпиталь.

Гетто

Наприкінці 1941 року в Луцьку було організоване єврейське гетто, яке територіально складалося із кількох частин. Найбільша була утворена саме в Жидівщині і територіях навколо неї (включно з Ринковим майданом). Помешкання євреїв були піддані погромам. Дорогоцінні речі вивезені. Всередині 1942 року в'язні усіх гетто Луцька були виведені за межі міста і розстріляні. Це близько 17 тисяч осіб. Згодом підірвали Велику синагогу. Майже всі єврейські будівлі були знищені.
Збережені після війни будинки були відремонтовані. Екстер'єр синагоги відбудували у 1970-х роках, перетворивши її на приміщення спортивного клубу. Тільки тоді в цьому штетлі була встановлена єдина меморіальна дошка розстріляним у гетто.

### Сучасний стан
Жидівщина охоплює такі вулиці сучасного міста: південна частина Данила Галицького, частково Караїмська, Троїцька, ділянка між Данила Галицького та Драгоманова до майдану Ринок. Впродовж історії межі району трохи збільшувалися, але за Ринок на півночі та за домініканські території Жидівщина ніколи не виходила. Загалом тут збереглося близько 20 споруд довоєнного штетлу.

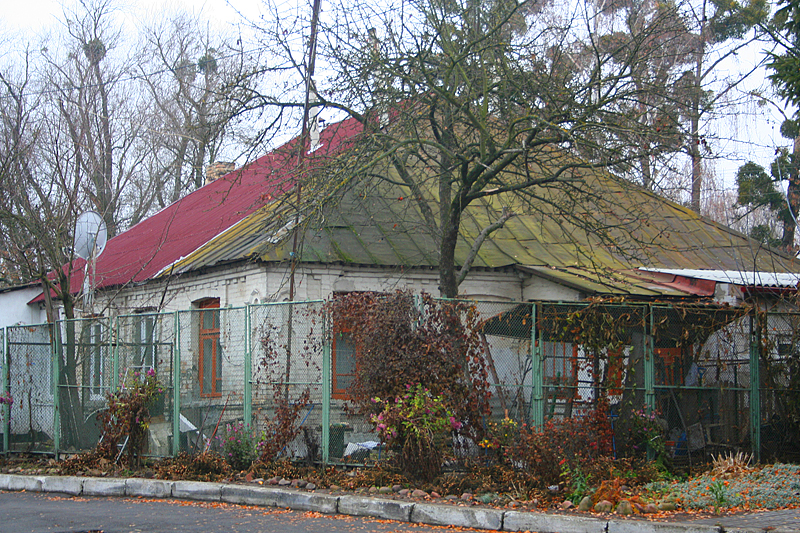
Галицька синагога тепер
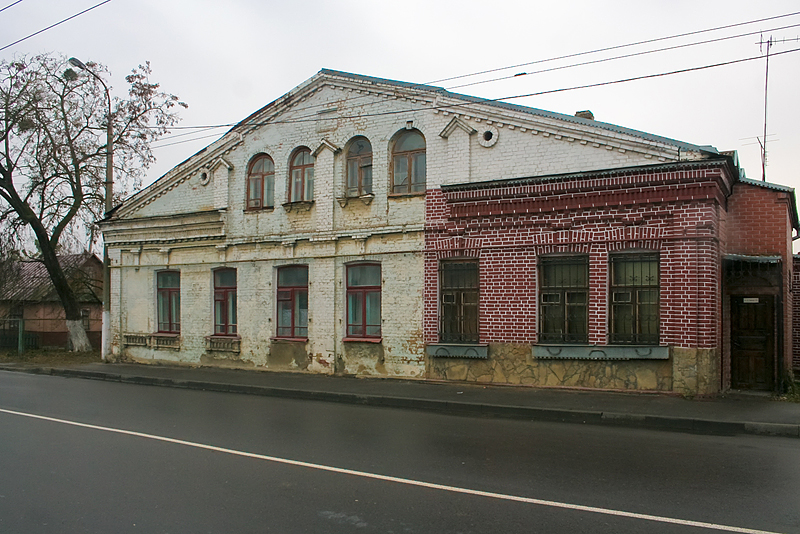
Будинки Шулима Блехера (зліва) і Абрама Видри (справа)
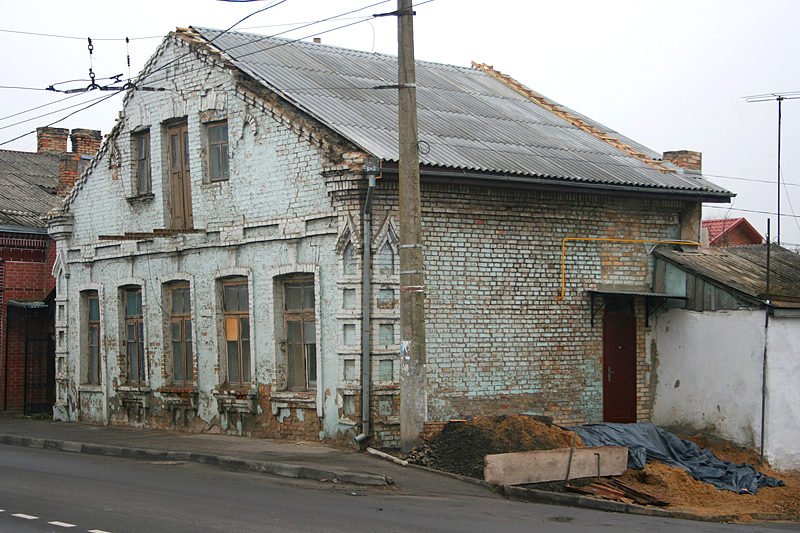
Будинок Боруха Лернера
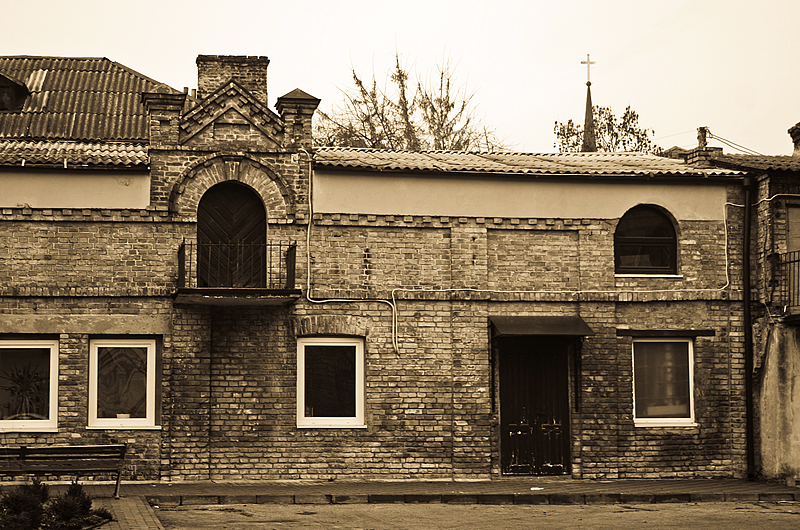
Будинок невідомого власника
Госпіталь
В госпіталі
Штетл після знищення

## Вулька

### Історія

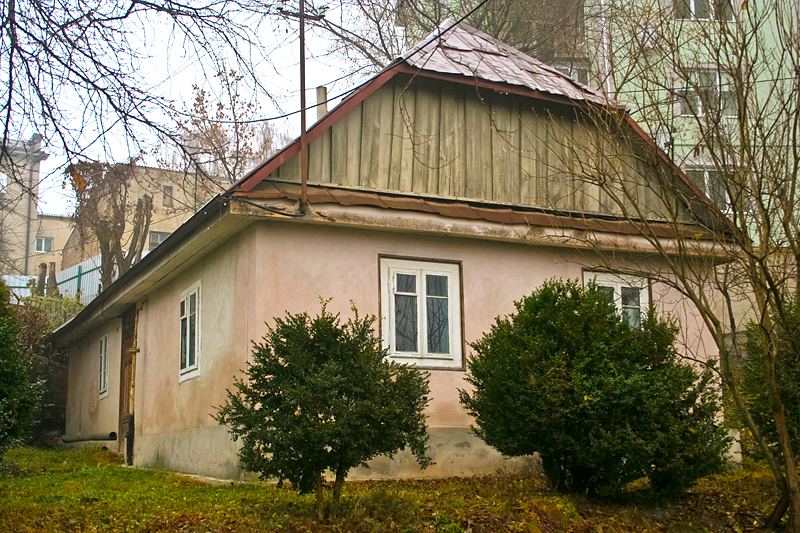
Давній єврейський будинок

На схід від ділянки, де розташовувався комплекс споруд бернардинського конвенту Луцька, простягалося село Вулька (інші назви: Волиця, Воля Підлуцька). Вже у XVIII столітті його населяли великою мірою євреї. Цей район був пологим з крутими схилами. Він був вільний від забудови багатих лучан, оскільки не був придатним для цього. Внаслідок перенаселення Жидівщини прилуцьку частину Вульки почали заселяти євреї. Можливо, ця територія спершу належала бернардинам, оскільки відомо, що вони видавали дозволи євреям на забудову своїх земель.
Офіційно Вулька була приєднана до Луцька в 1834 році. Але не зважаючи на статус міста, забудова здійснювалася хаотично, без проектів, самовільно. Крім того, постійно з'являлися нові вулиці, а зникали старі. Так, із порівняння планів 1855 та 1862 років випливає, що з'явилося 10 нових будинків, 4 зникло. У 1840 році був виданий документ, де заявлялося:
| | \| Наказано усім поліцмейстерам і городничим, щоб за жодних обставин не дозволяти нікому з мешканців робити добудови без погодження проектів з Будівельною комісією під загрозою суворої відповідальності. \| |
| Наказано усім поліцмейстерам і городничим, щоб за жодних обставин не дозволяти нікому з мешканців робити добудови без погодження проектів з Будівельною комісією під загрозою суворої відповідальності. | |

Проте самовільна забудова продовжувалася. У 1890-х роках була спроба виселення євреїв із Вульки. Так, було видано наказ, де зазначалася необхідність реєстру усіх єврейських мешканців штетлу з подальшим розглядом їхнього права проживати тут. Передбачалося, що це право треба розглянути на основі закону 1882 року, де євреям заборонялося проживати у сільській місцевості. Але з якихось причин цей наказ не врахував, що Вулька давно належить до території міста, тому закон 1882 року у цьому районі був нечинний.

Побут штетлів

Вулька була дуже схожа із Жидівщиною. Тут так само селилися бідні євреї, тип забудови і побуту був аналогічним. Переважна більшість хат дерев'яні. Проте за свої межі штетл майже не виходив. Він був чітко обмежений вулицями. У 1939 році дослідник Леонід Маслов писав про штетли Луцька:
| | \| Безглуздо забудовані, без найелементарніших понять про урбанізацію, паскудними, провінційно-жидівськими будинками криві, брудні вулиці... \| |
| Безглуздо забудовані, без найелементарніших понять про урбанізацію, паскудними, провінційно-жидівськими будинками криві, брудні вулиці... | |

Проте тут також були свої культові та освітні споруди. Так, відомо про молитовний дім (згодом названий синагогою) Ашкеназі на Вульці, молитовну школу Медриш, відкриту в 1900 році, мікву поряд з нею, синагогу Бесгамедриш Тупелес та інші.
Поряд з Вулькою у гімназії імені Мойсея Глікліха також було влаштоване гетто. Це був трудовий табір із працездатного населення, утворений в жовтні 1941 року. Тут знаходилося 500 осіб. У грудні 1942 року тут відбулося єврейське повстання. Бунтівники зробили 3 атаки на охоронців табору. Проте повстання було придушене. Деякі його учасники вижили.
Район був зруйнований частково німцями, а частково в радянський період. У 1950-х роках на Вульці будували головну вулицю міста — вулицю Леніна. У центральній частині штетлу зробили головний майдан міста зі сходами та фонтаном. Тут також влаштували терасу із виглядом на міський парк. Згодом у 1960-х напроти будинку обласного комітету КПРС поставили пам'ятник Леніну. Пам'ятник стояв неподалік колишнього розташування синагоги Ашкеназі на Вульці та мікви.

### Сучасний стан
Штетл майже не виходив за певні рамки територіально. Він обмежувався сучасними вулицями Паркова, Лугова та Волі, Глушець. Тут розміщено 5 житлових будинків на проспекті Волі, двори цих будинків а також приватні будинки. У центральній частині штетлу знаходиться каскадний фонтан, який від майдану перед головним корпусом Волинського Національного Університету імені Лесі Українки спускається до головної алеї Центрального парку імені Лесі Українки. Вулиця Лугова — єдина збережена автентична вулиця штетлу, яка не змінила своєї траси. Крім того, саме тут розташовані 4 із 6 збережених будинків штетлу передвоєнного періоду.

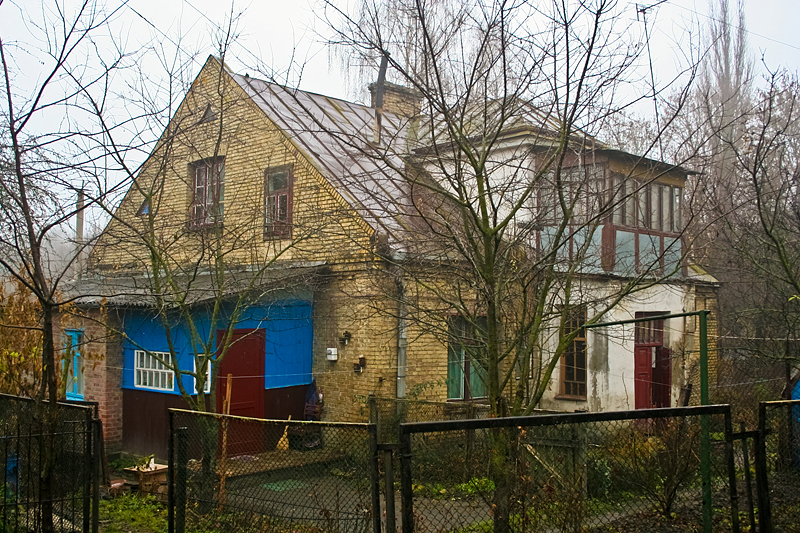
Цегляний будинок
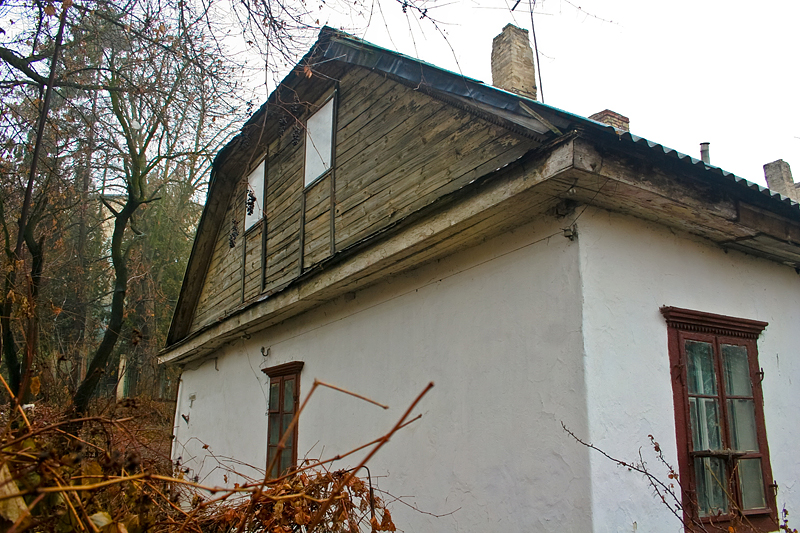
Будинок Августиновича
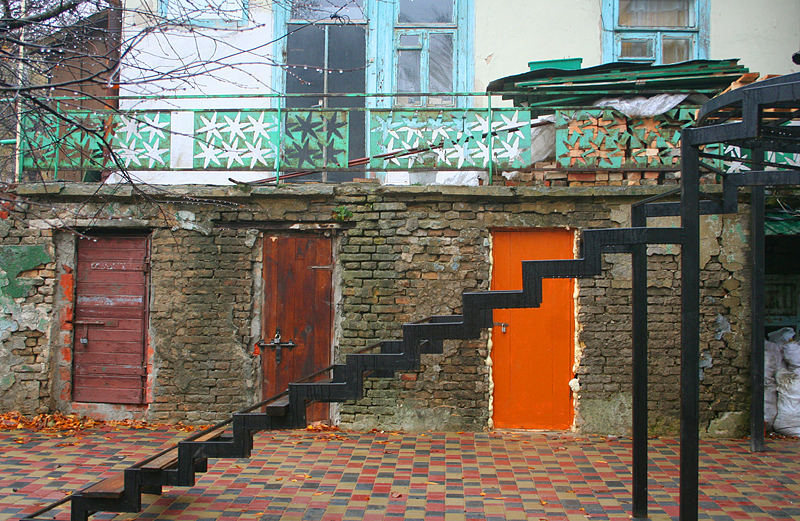
Куточок Вульки
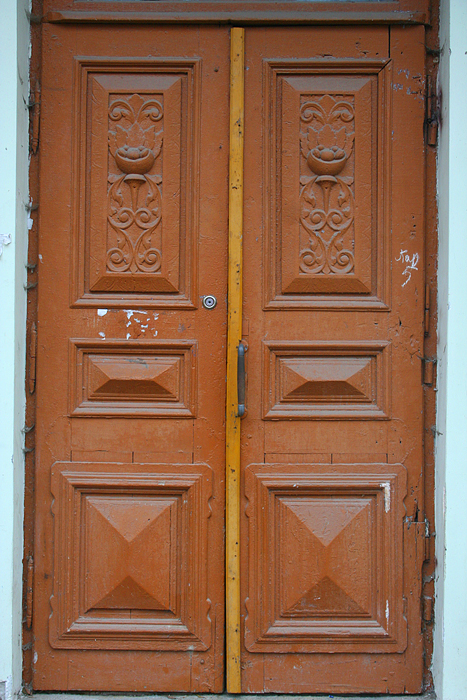
Двері єврейського цегляного будинку

## Мокрий Луг

### Історія

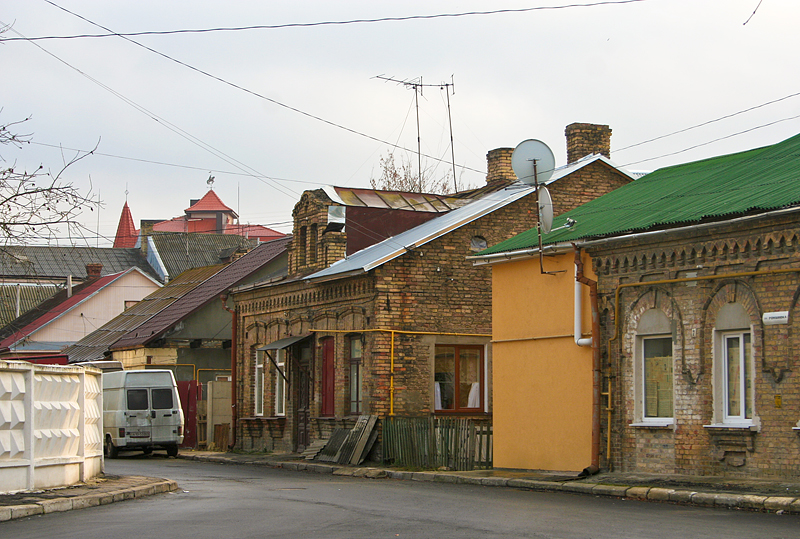
Мокрий Луг сьогодні

Цей район суттєво відрізнявся від Жидівщини та Вульки. Вже у XVIII столітті він активно заселявся євреями. Тут було кілька десятків єврейських дерев'яних будинків у той час. Однак процес освоєння території відбувався мляво. Активне будівництво почалося з другої половини XIX століття. Так, у 1862 році на Мокрому Лузі було 10 єврейських будівель без врахування культових споруд, у 1895 — 33, із них цегляними — 14.
Мокрий Луг розташовувався поруч із головними вулицями тодішнього Луцька, тому не зважаючи на важкість будівництва тут, район освоювався багатими євреями. Тут будувалися двоповерхові цегляні будинки. Крім того, в цьому штетлі проживали євреї, що мали власність на інших вулицях міста. У 1890-х роках болотиста частина району була засипана для будівництва нових споруд. Забудова Мокрого Лугу стала суттєво відрізнятися від забудови Жидівщини, де продовжувала проживати міська єврейська біднота переважно в дерев'яних будиночках. По-перше, тут майже не було бідних дерев'яних хат з самовільними прибудовами, а лише цегляні одно- та двоповерхові. По-друге, архітектура цегляних будівель втратила типові єврейські риси, які краще всього прослідковувалися на дерев'яних хатах. Проте деякі споруди ще їх мали. Більшість забудови виглядала так, як будинки інших мешканців Луцька.

Учні Талмуд-Тори

Крім приватних будинків для житла, торгівлі чи оренди на Мокрому Лузі знаходилися і громадські будівлі: синагоги Олицький Бесгамедриш, Бес-Гакнейсіс, молитовний дім Ашкеназі, Пурицова школа, Талмуд-Тора та інші. На зламі XIX-ХХ століть у цьому штетлі кілька власників (Кронштейни, Л.Дінер, С.Вайнштейн, С.Гольдберг) виділили частини власних земель для розміщення великого навчально-громадського закладу Талмуд-Тора. Це був двоповерховий цегляний будинок розмірами 19×15,6 м з цокольним поверхом. У 1920 році тут навчалося 400 дітей із бідних єврейських родин. В приміщенні було 12 класів, канцелярія, їдальня.
Багато будинків у цьому штетлі були зруйновані під час Другої світової війни, інші збереглися. Вже у радянський час в колишній Талмуд-Торі розміщувалася бухгалтерська школа. У колишній синагозі Олицький Бесгамедриш у 1950-х роках зробили кінотеатр «Зміна». Синагозі Пурицова добудували ще один поверх. Деякі будівлі були розібрані.

### Сучасний стан
Штетл на Мокрому Лузі не мав чітких меж. В основному, цей район містився на сучасних вулицях: Ковельська (від мосту на схід), Романюка, нижня частина Богдана Хмельницького, Коцюбинського. Тут збереглося кілька типових і нетипових єврейських споруд. Більшість із них зараз використовується як житло. Талмуд-Тора здається в оренду.

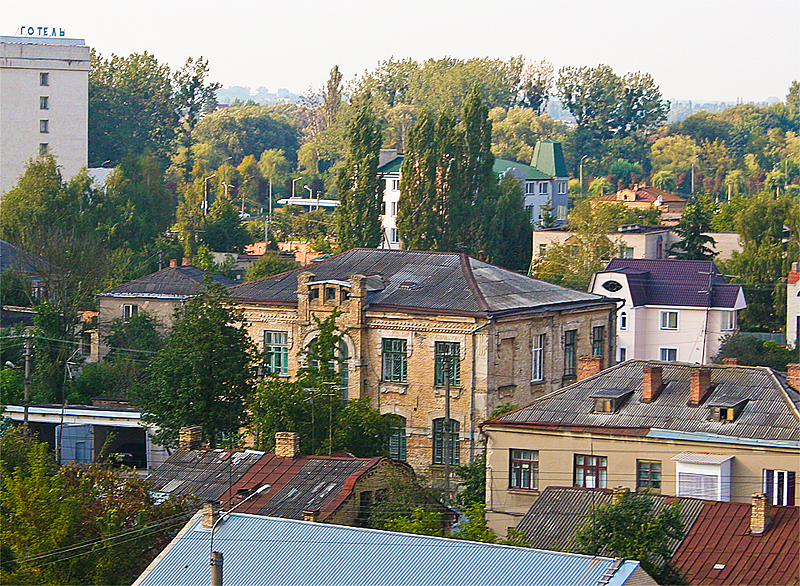
Талмуд-Тора сьогодні (в центрі)
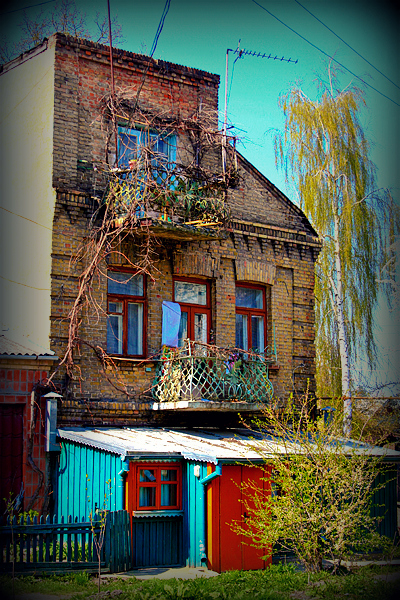
Єврейський будинок у глибині забудови Мокрого Лугу
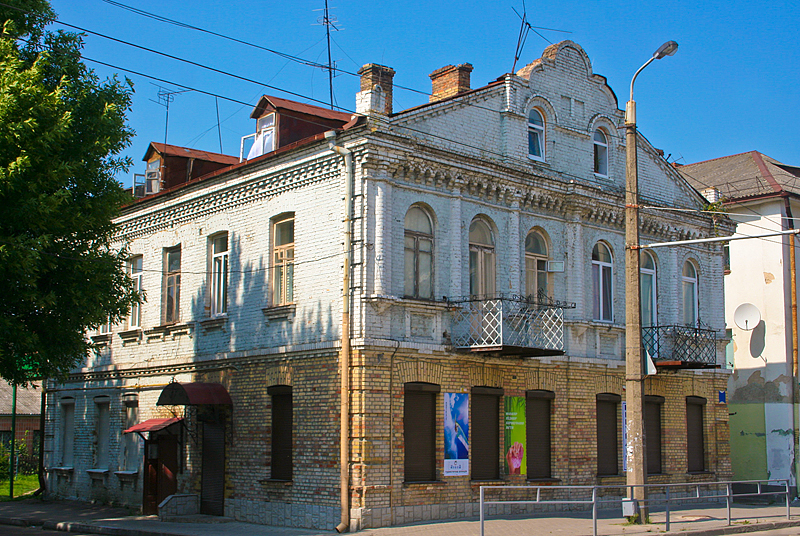
Будинок Хані Кіперман (половина)
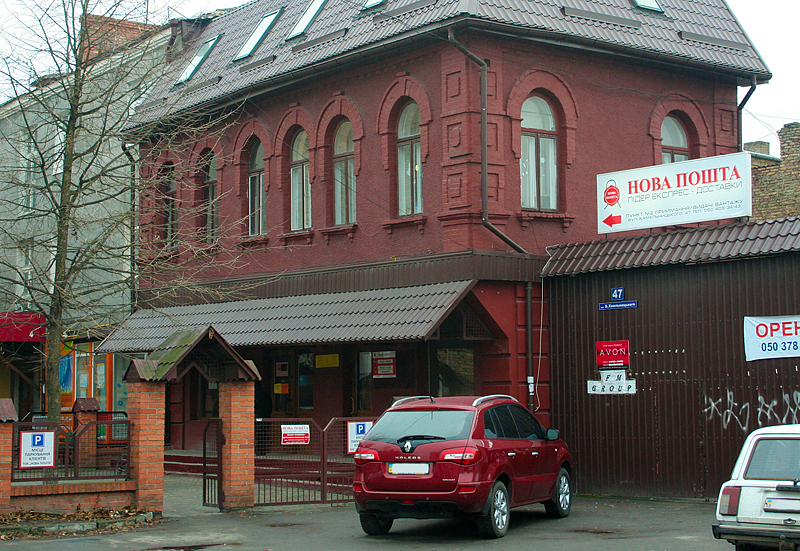
Будинок Лейзора Кронштейна
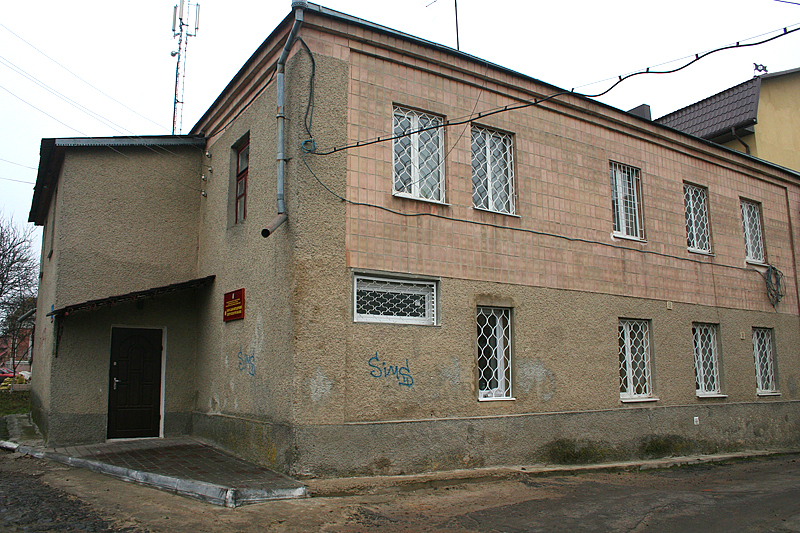
Пурицова синагога
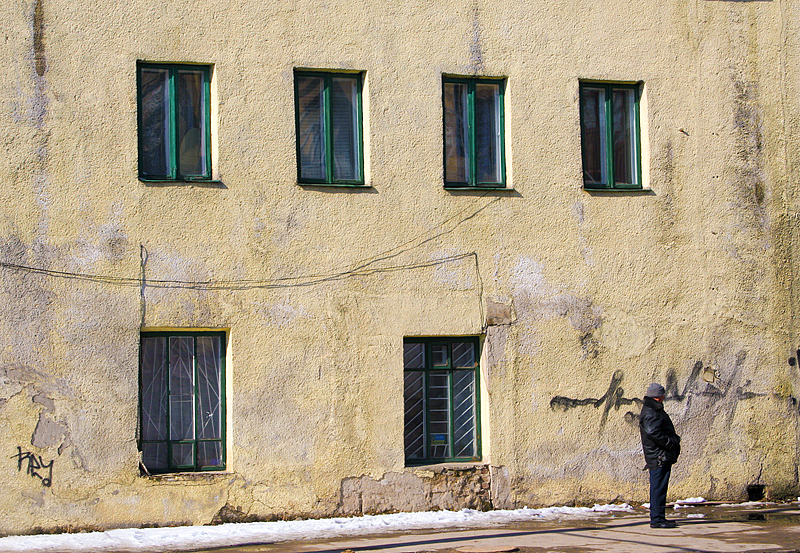
Олицький Бесгамидраш (колишній кінотеатр)
Будівництво

## Містобудівні особливості штетлів
Усі єврейські райони мали деякі особливості, які відрізняли їх від інших районів Луцька. Так, бідним районам була притаманна відсутність вулиць взагалі. Залишалися тільки центральні. Перенаселення штетлу призводило до ущільнення забудови, зникнення широких територій. Роль вулиць виконували вузькі і брудні проходи між будинками. Господарських території (городів, хлівів) не було взагалі. Тільки житлові будинки з самовільними прибудовами. Оскільки вся забудова була дерев'яною, вона часто горіла. Тоді на місці колишніх проходів з'являлися нові будинки, карта району суттєво змінювалася. Так, наприклад на Вульці вулиць не було взагалі, а тільки ті, що обмежували штетл по периметру. Порівняння планів цієї частини міста всередині XIX та ХХ століть показало, що колишніх проходів немає — весь район перепланувався внаслідок самовільної будівельної діяльності. Це було зумовлено виключно економічними причинами.
Юзеф Крашевський у 1850-х роках описував Луцькі штетли:
| | \| Мізерні дерев'яні будиночки, закопчені єврейські корчми, похилені хатки, нові будівлі без віри в майбутнє, немов на один день збиті, старі, що валяться і підперті, серед них обгорілі стовпи спалених будинків, вулиця вистелена дерев'яним помостом замість мощення - ось що ми бачили, а потім небагато краще. Євреї оточують, кричать, нападають, заставляють купувати, ніби на ранок не мають куска хліба. \| |
| Мізерні дерев'яні будиночки, закопчені єврейські корчми, похилені хатки, нові будівлі без віри в майбутнє, немов на один день збиті, старі, що валяться і підперті, серед них обгорілі стовпи спалених будинків, вулиця вистелена дерев'яним помостом замість мощення - ось що ми бачили, а потім небагато краще. Євреї оточують, кричать, нападають, заставляють купувати, ніби на ранок не мають куска хліба. | |

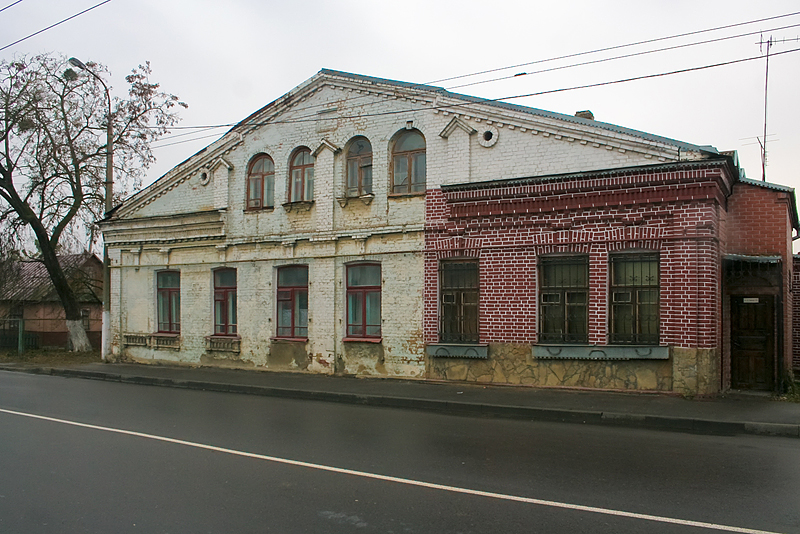
Два будинки зі спільним фасадом і глухою віссю симетрії

Архітектура штетлів також відрізнялася від інших частин міста. Більшою мірою, це також було зумовлено економічно. Так, виділилося кілька типів забудови. Довгі дерев'яні, одноповерхові, однородинні, розташовані майже впритул, коротким кінцем виходять на вулицю, мають зазвичай одне вікно та один вхід з вулиці для торгівлі, покриті ґонтом, майже без декоративних елементів — класичний приклад будинків із Жидівщини. Десь із другої половини XIX століття почали з'являтися двоповерхові із цегляним першим поверхом. Інколи входи на другий поверх були з вулиці. Обмеженість площі земельних ділянок призвела до винайдення композиційного прийому, властивого виключно штетлам — два будинки групувалися в подвійний будинок з єдиним фасадом, і покрівлею, гребінь якої йшов над стиком будинків. Композиція фасаду мала одну особливу деталь: архітектурно глуху симетричну вісь, на якій не було дверей чи вікон. Вісь проглядалася тільки наявністю виділеної лінії, яка відображала внутрішню межу двох будинків і містилася на головному фасаді. Цей прийом був притаманний уже цегляним будівлям. Такі збереглися в усіх луцьких штетлах по кілька штук.
Синхронно з цим з кінця XIX століття відмінність єврейських цегляних будинків від інших стала зникати. Наприклад, на Мокрому Лузі більшість будинків та їх розміщення не мають ознак штетлів, хоча були збудовані євреями.

## Поза штетлами
В місті був ще один район проживання євреїв — Долина. Але він майже не виділявся у загальній міській забудові. На сучасній карті міста цей район розташовується над річкою Сапалаївка між мостами на вулицях Потапова та Франка. Тут була синагога Бейс Гамедриш Баран. Були синагоги та молитовні школи на Красному та інших районах Луцька.

### Загальноміські вулиці
Чисельність єврейського населення Луцька постійно зростала. За переписом населення міста у 1911 році, 92% мешканців становили євреї. Крім того, з другої половини XIX століття збільшувалася чисельність багатого єврейського населення.

Це призвело до того, що єврейська будівельна активність вийшла далеко за рамки штетлів і розповсюдилася на все місто. Власниками більшості будинків (магазинів, готелів, майстерень та іншого) були євреї. Найбільші споруди в Луцьку будували найбагатші Луцькі єврейські родини — Кронштейни, Глікліхи, Сороки, Лернери, Дави та інші. Так, один із найбільших новобудов міста 1880-х років належав Кронштейнам і здавався в оренду, а в 1930-х роках Кронштейни будували автобусну станцію на головній вулиці міста. Глікліхи, наприклад, долучалися до розбудови освітньої інфраструктури міста. А Абрам Глікліх був власником цегельного заводу «Лучанин», з виробів якого будували лютеранську кірху.
У 1920-х роках на алеї Болеслава Хороброго неподалік Вульки знаходилися кошари, які належали Х.Пінчуку та Т.Вінцбергу. На їх місці у 1936 році була збудована єврейська гімназія з польською мовою викладання ім. Мойсея Глікліха. Архітектор — Францишко Кокеш. Гімназія містила 9 класів, 6 кабінетів, 2 коридори.
На Староволодимирській вулиці у 1909 році почали будувати приміщення ґміни. Джерелами фінансування були дві єврейські родини (Пінчуки, Глікліхи) та деякі види податків, що виплачувало товариство Талмуд-Тора. В цьому будинку була ґмінна канцелярія, зал для засідань Ради ґміни, правління Головного Рабинату Луцька, молитовна школа, зал для урочистих подій.
Загалом же на початок XX століття Луцьк перетворився на майже суцільно єврейське місто, тому розвиток штетлів як таких припинився. Власниками більшості споруд в місті були євреї. Наприклад, на головній вулиці міста — Ягеллонській — із 110 власників 92 були євреями у 1930 році. В ті часи євреї стали проживати уже на всіх вулицях.

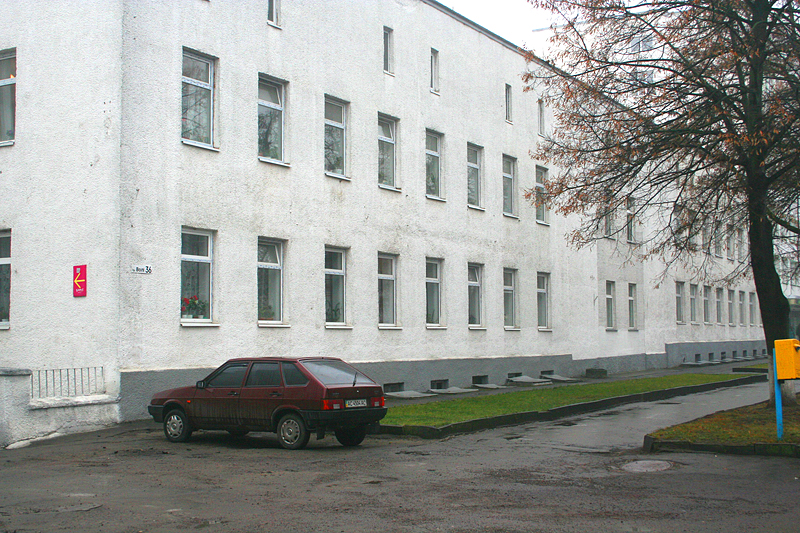
Колишня гімназія ім. Глікліха, де було повстання (тепер Педагогічний коледж)
Євреї на Долині
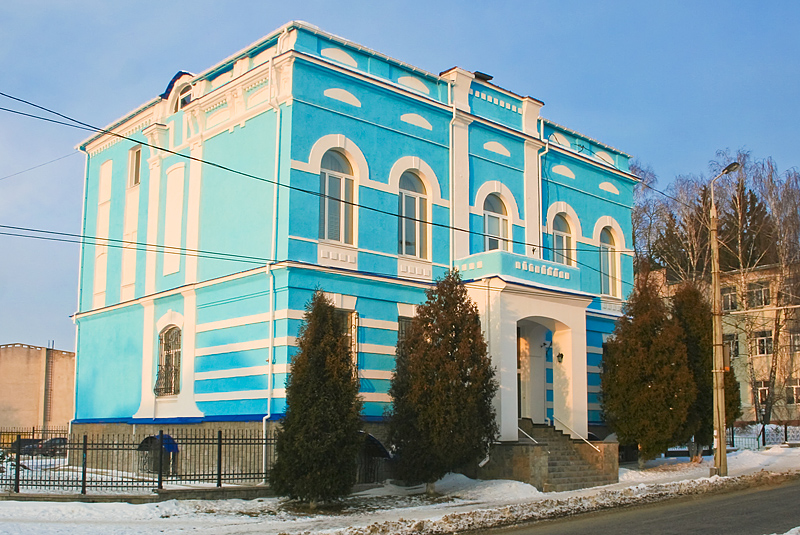
Будинок ґміни сьогодні

### Цвинтарі
Поки що вдалося встановити територіальне розташування тільки двох останніх єврейських цвинтарів. Перший із них був на місці сучасного стику вулиць Богдана Хмельницького та Заповітної. Про нього відомо із XVIII століття. У 1852 році у зв'язку з розширенням міста у напрямі цвинтаря його скасували.
Нове місце для цвинтаря було куплене між Вулькою та селом Дворець попід дорогою, яка вела в місто зі сходу. Поруч було і караїмське кладовище. У 1931 році на цвинтарі будувалося поховальне приміщення у стилі класицизму. Пам'ятні плити на замовлення виготовляв місцевий каменяр Л. Шеплер. У 1930-х він продавав їх по 20 злотих за плиту. Крім того, Шеплер виготовляв і міські бордюри на замовлення магістрату. Після війни цвинтар був знищений, плити вивезені.

Старий цвинтар
Новий цвинтар
На новому цвинтарі